# آسیاب بان گوری
آسیاب بان گوری مربوط به سده‌های متاخر دوران‌های تاریخی پس از اسلام است و در شهرستان گیلانغرب، بخش مرکزی، دهستان دیره، ۴۵۷ متری شمال شرق روستای دارون ۲ واقع شده و این اثر در تاریخ ۲۶ اسفند ۱۳۸۷ با شمارهٔ ثبت ۲۵۴۰۴ به‌عنوان یکی از آثار ملی ایران به ثبت رسیده است.